# Temelucha eremica
Temelucha eremica är en stekelart som beskrevs av Dasch 1979. Temelucha eremica ingår i släktet Temelucha och familjen brokparasitsteklar. Inga underarter finns listade i Catalogue of Life.